# ORWO
ORWO (abreviere de la Original Wolfen) a fost un producător din Germania de Est de filme fotografice și benzi magnetice. ORWO a luat naștere în clădirea fabricii Agfa din Wolfen, unde s-a fabricat și prima peliculă de film fotografică modernă, color, în 1936 (Agfacolor).

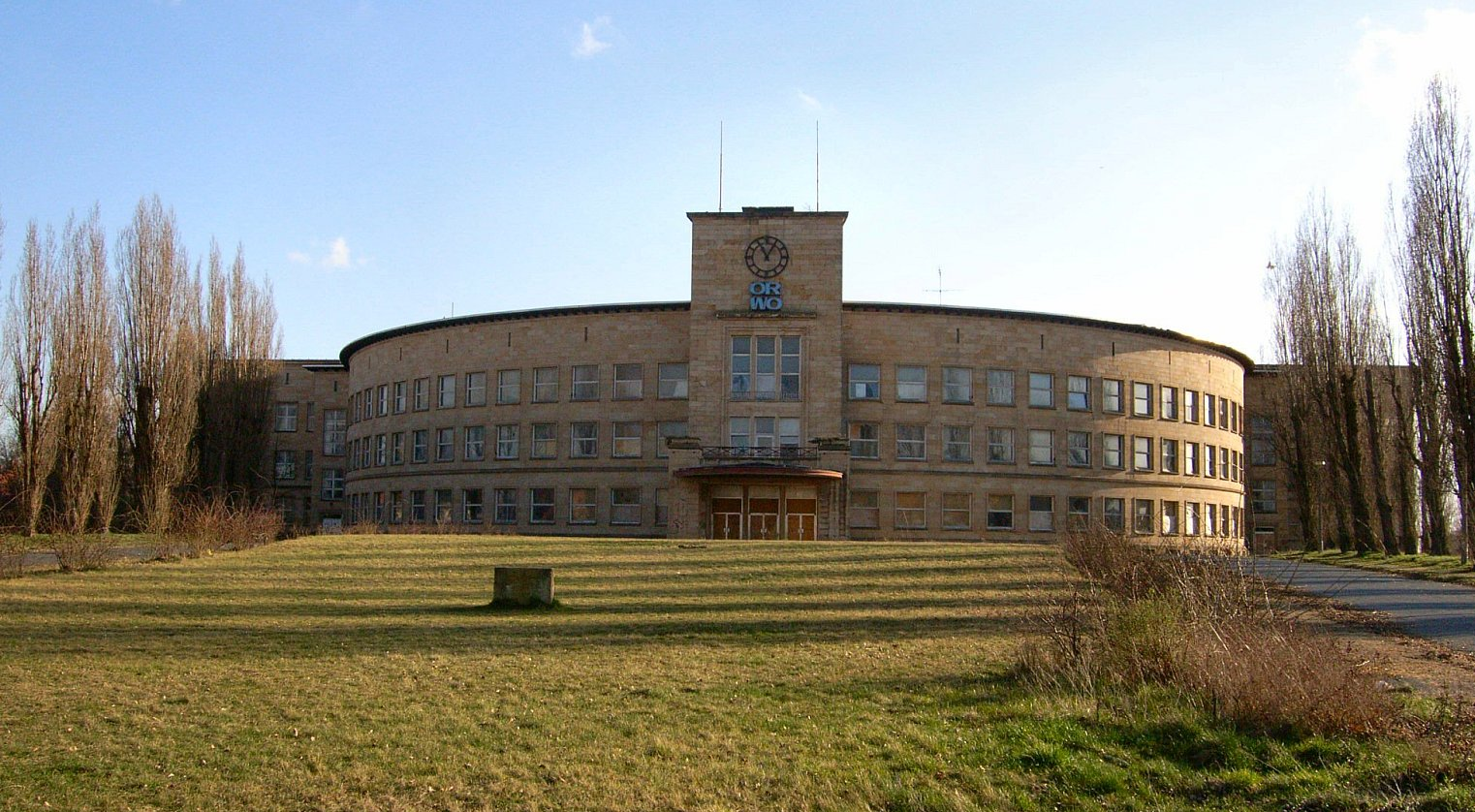
Fosta clădire de birouri ORWO

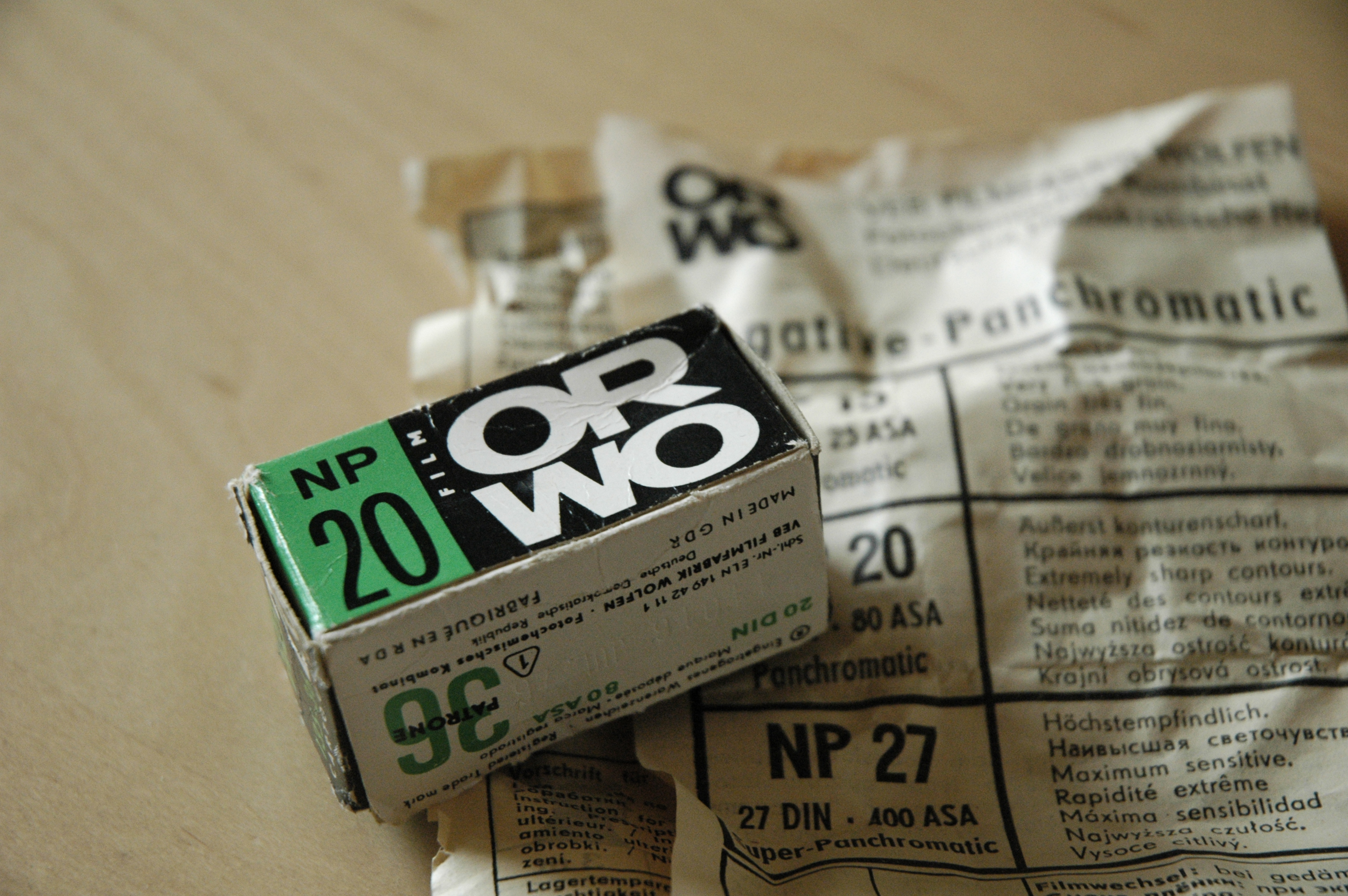
ORWO NP 20 (<1980s)
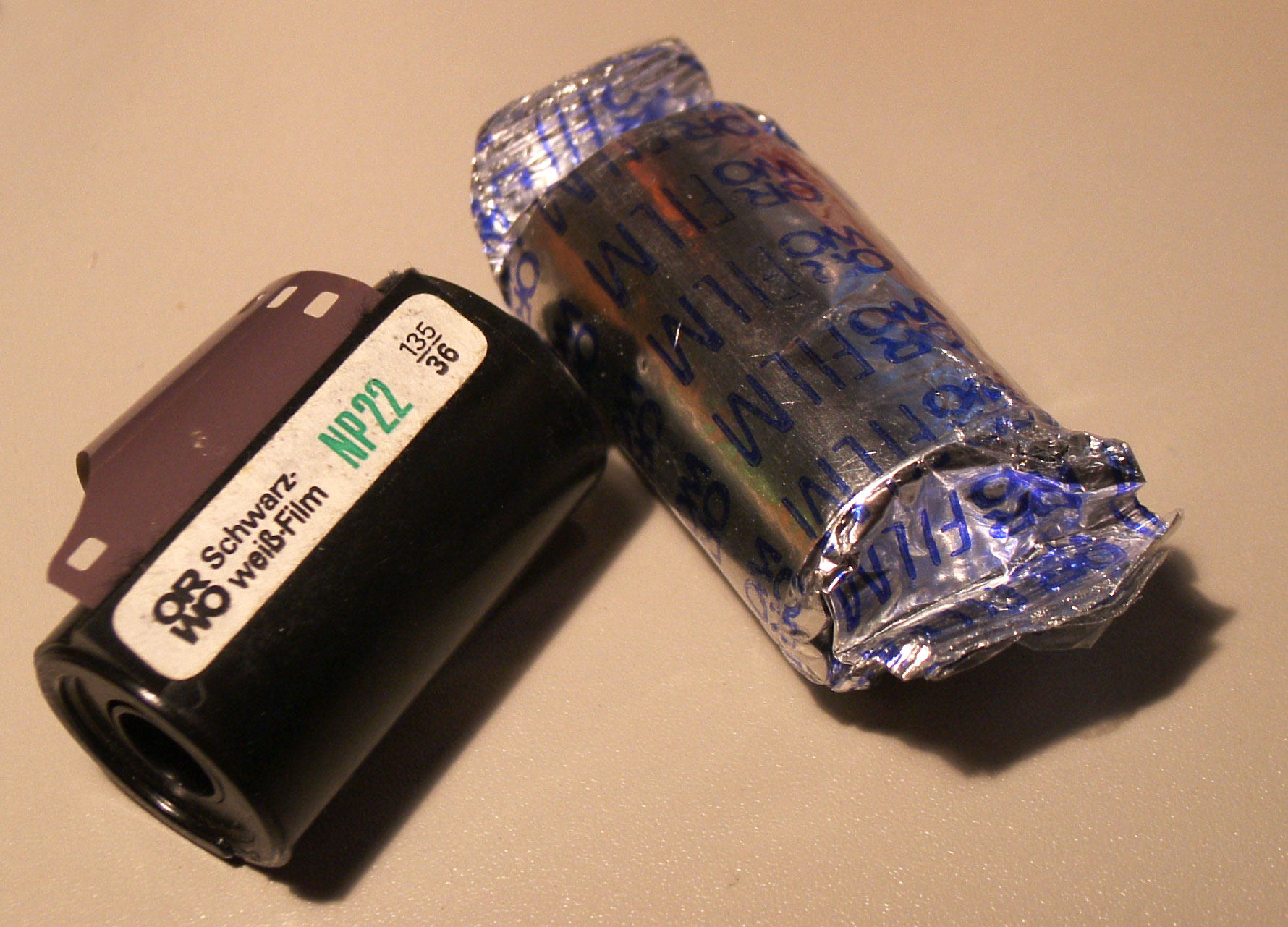
ORWO NP22 (<1990)
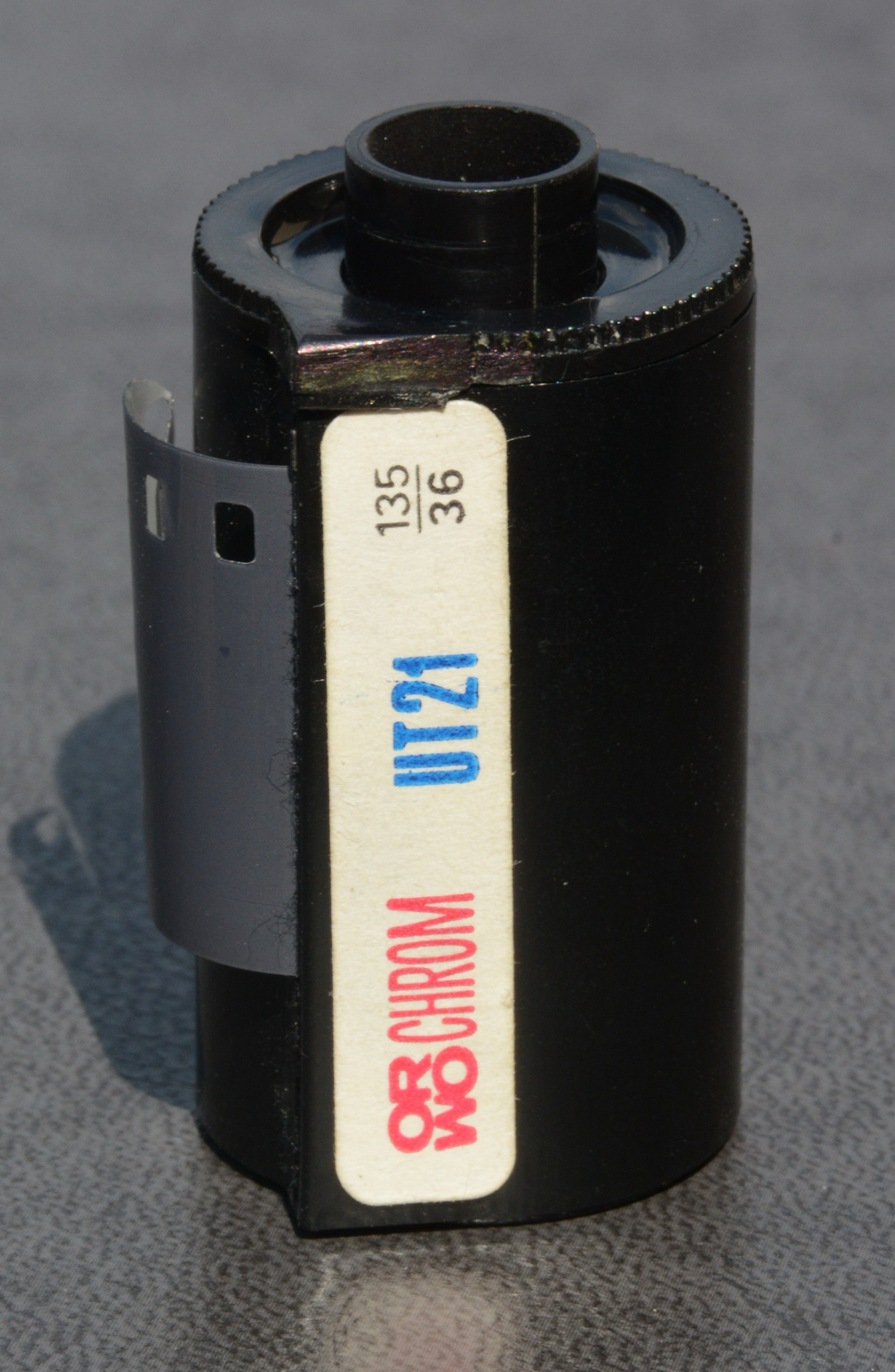
ORWO CHROM UT21 - 135 film (<1990)
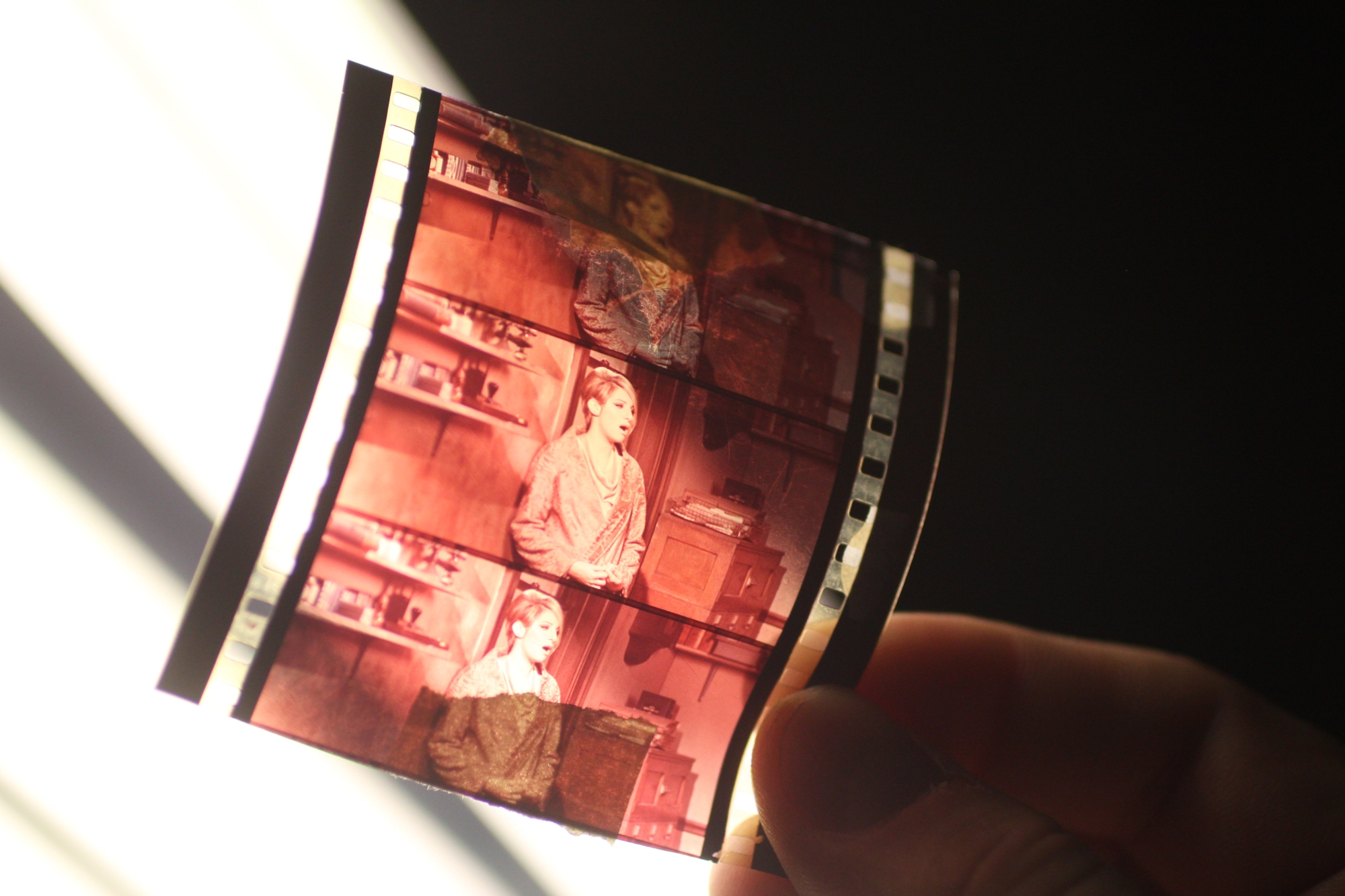
Perforated ORWO film (70 mm) USSR (<1990)
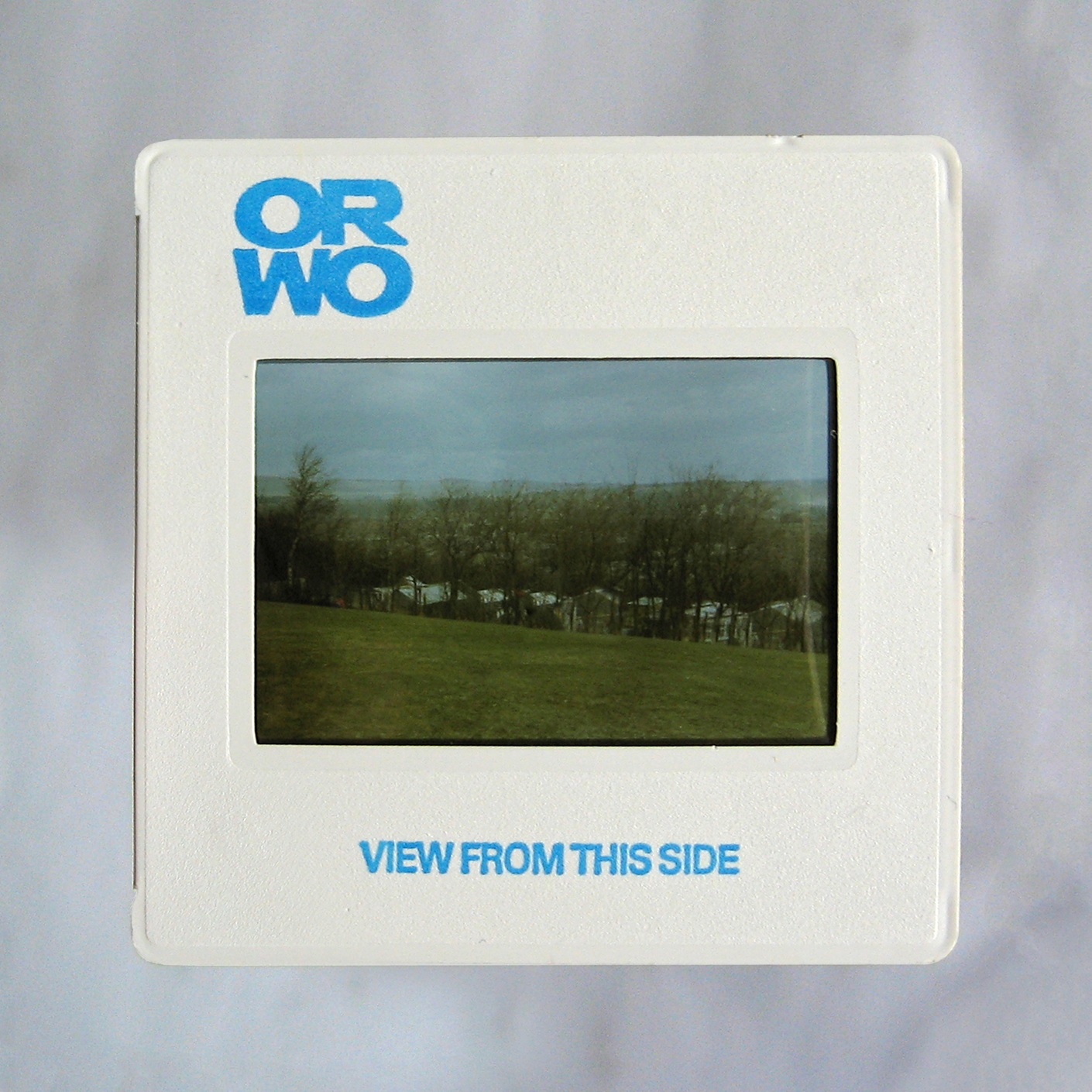
1980s ORWO CHROM (<1990)
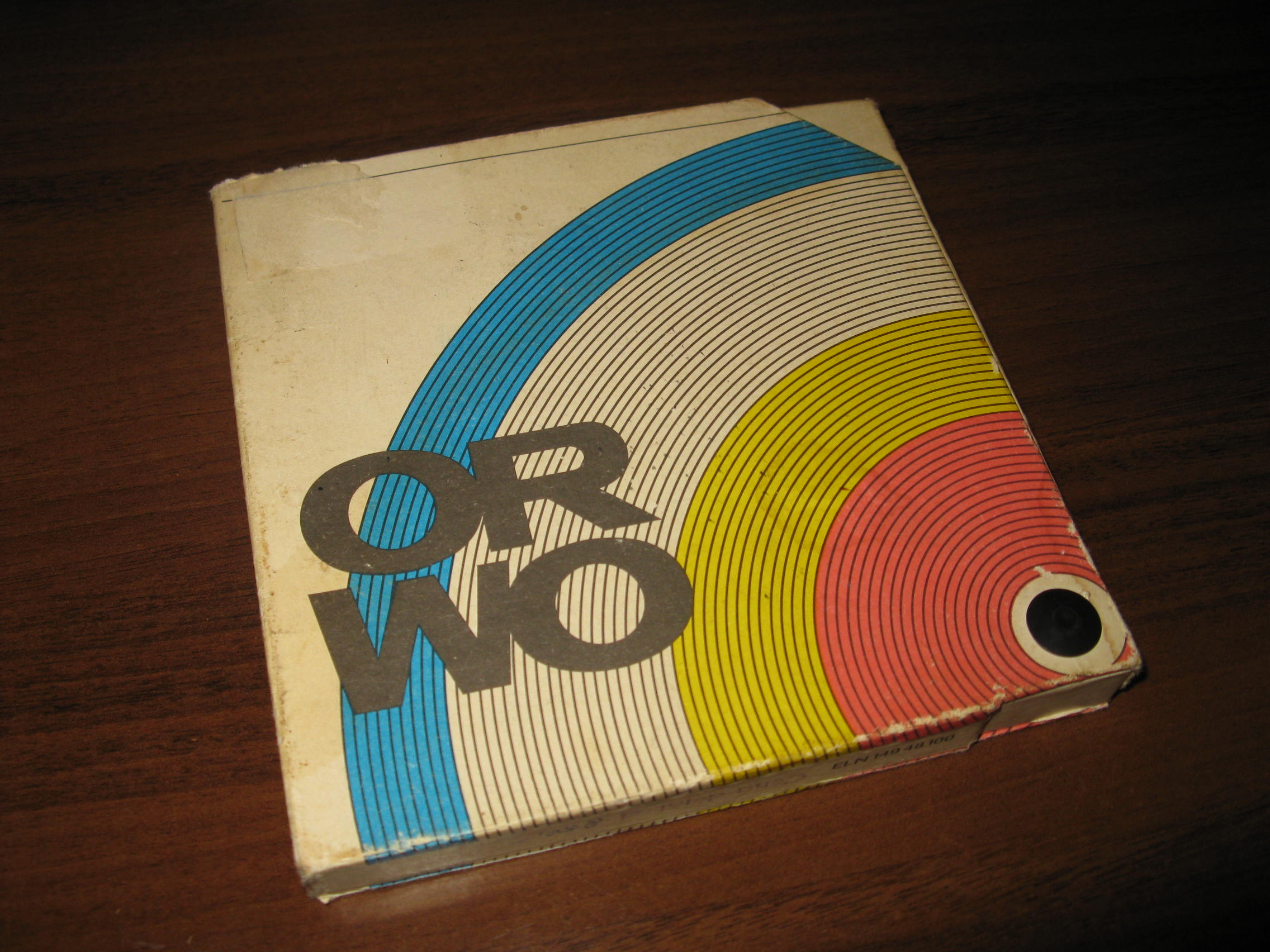
Bandă magnetică ORWO Magnetband. Putea fi redată și înregistrată de un magnetofon în ambele sensuri, având în total 4 canale audio, pentru a satisface specificația stereo. (<1990)
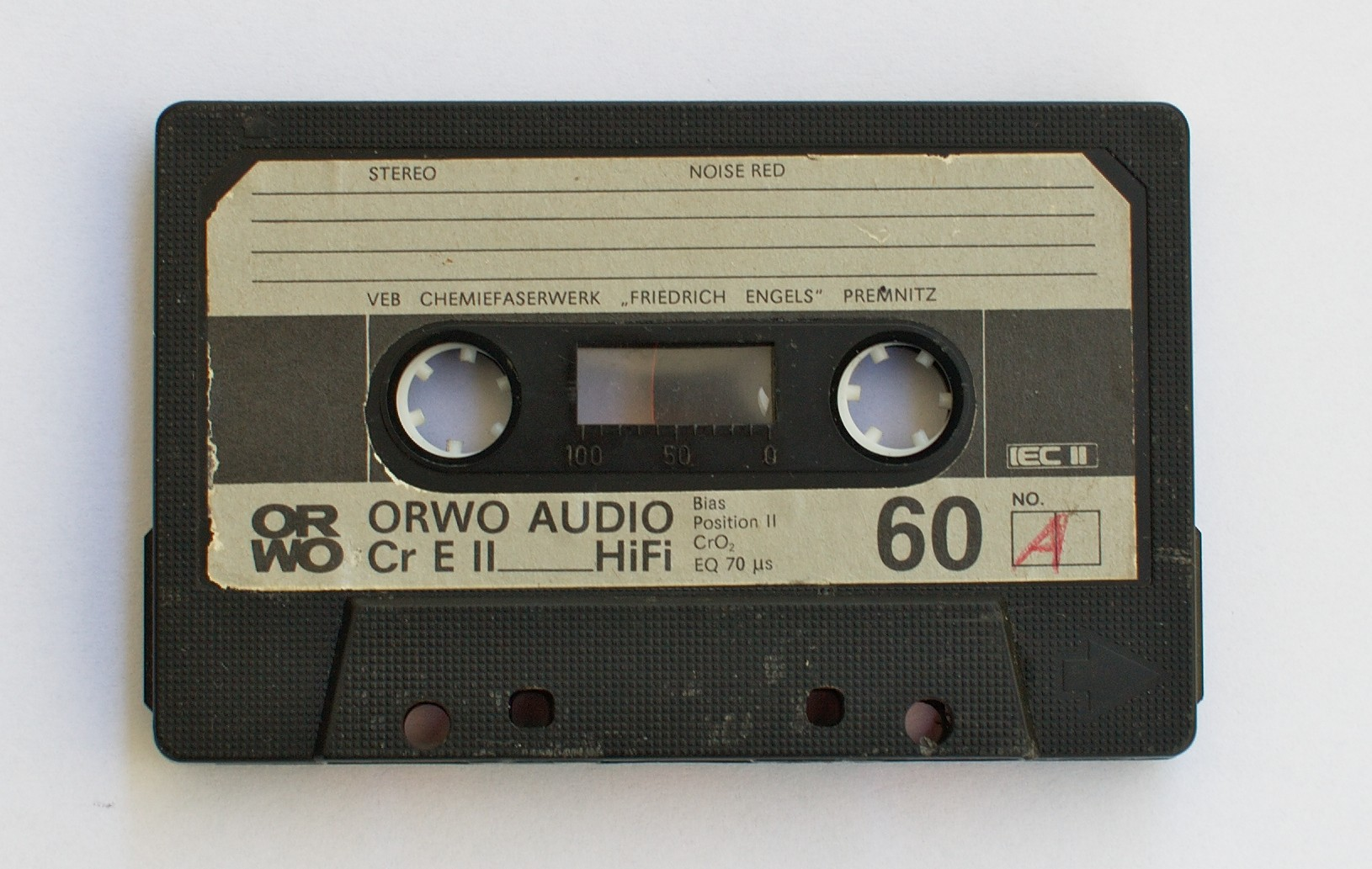
ORWO Audio Cassette(<1990)
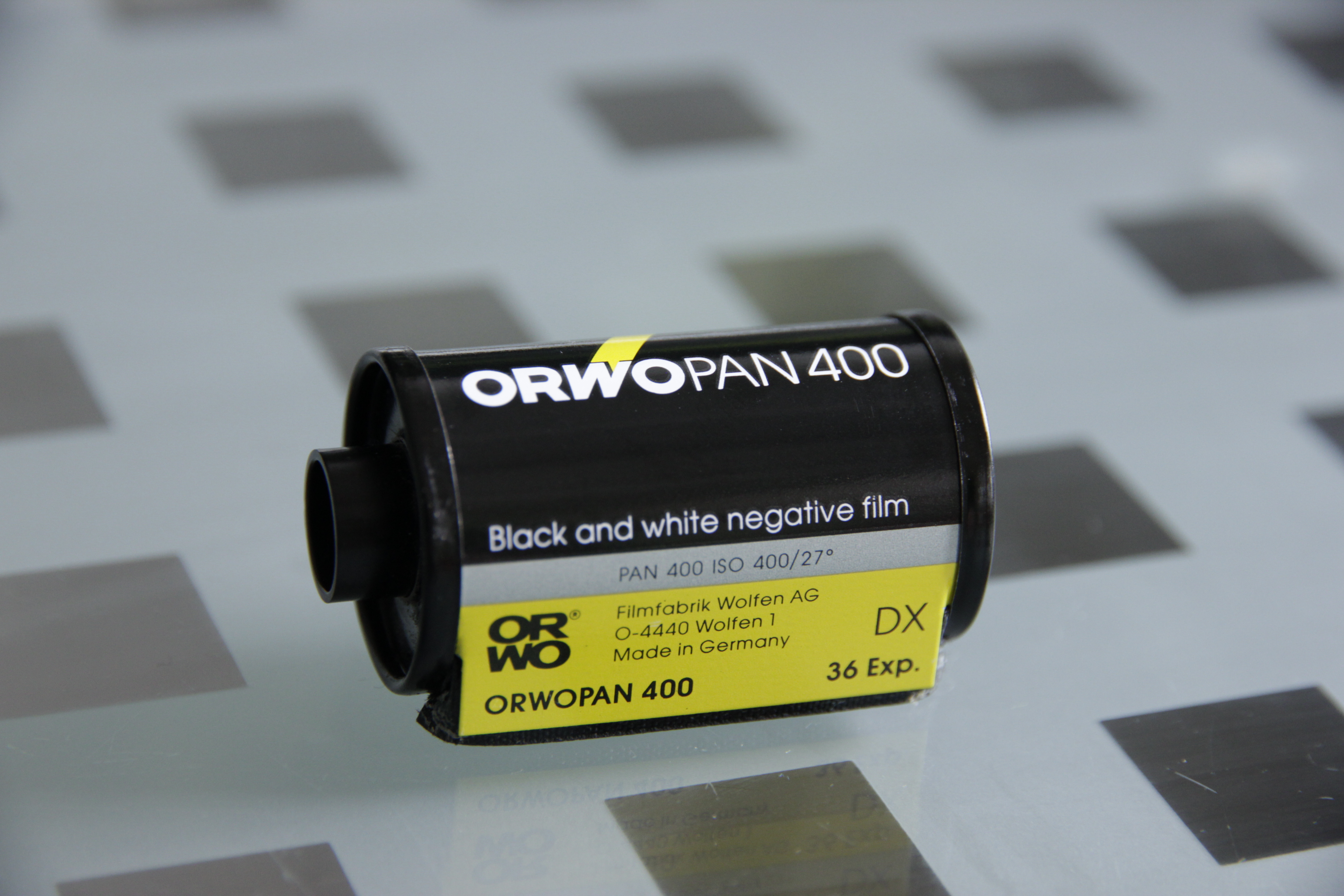
ORWO PAN 400 (< 1994)
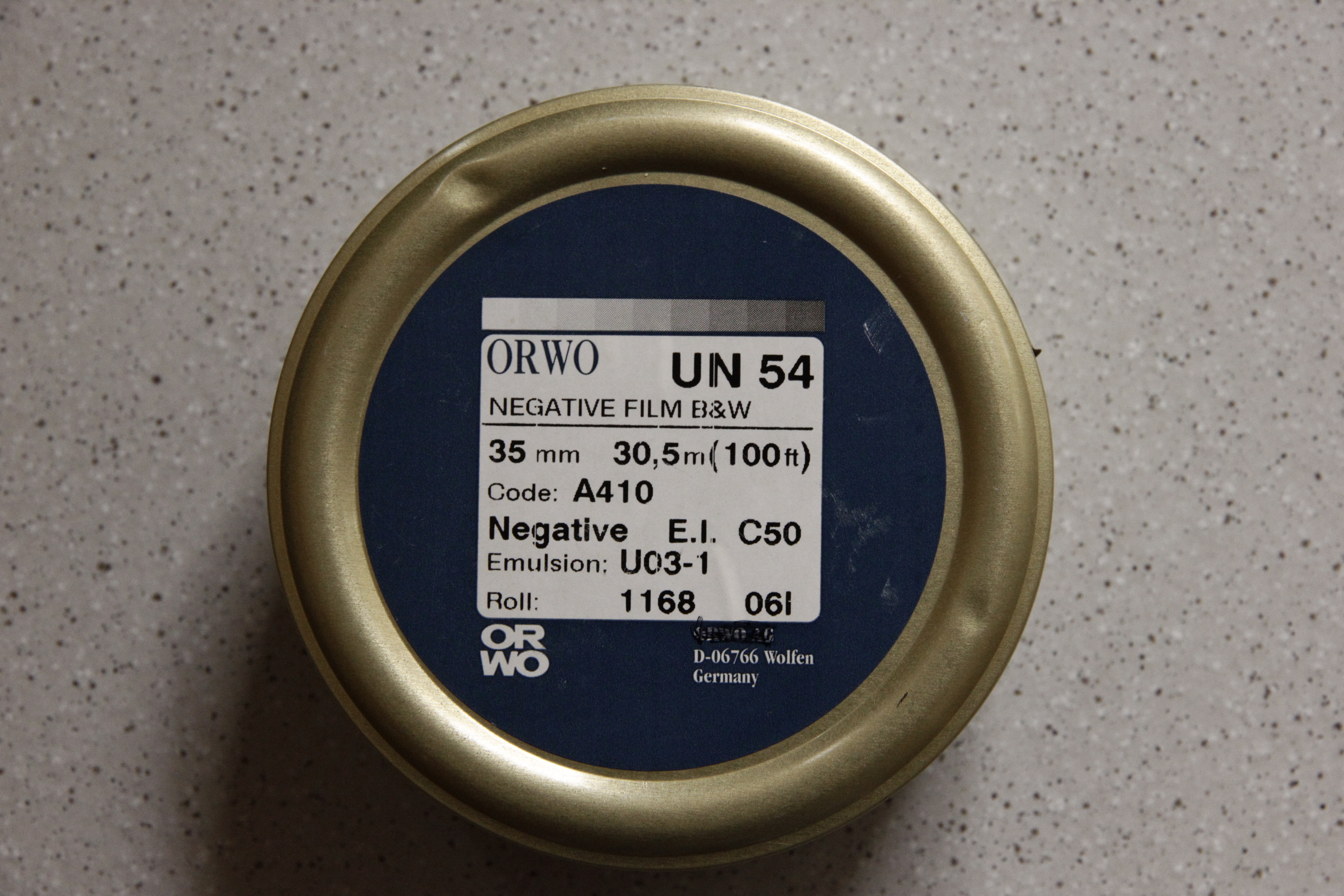
ORWO UN 54 in 30,5m / 100ft can (ORWO FilmoTec GmbH, 2016)